# Erannis bervaensis
Erannis bervaensis är en fjärilsart som beskrevs av Jablonkay 1965. Erannis bervaensis ingår i släktet Erannis och familjen mätare. Inga underarter finns listade i Catalogue of Life.